# 7 grzechów głównych (album)
7 grzechów głównych – siódmy album polskiej grupy muzycznej Ich Troje. Aranżację albumu powierzono Jackowi Łągwie, a masteringiem zajęła się Julita Emanuiłow.
W nagraniu udział wzięli: Michał Wiśniewski, Jacek Łągwa oraz Anna Świątczak.
Piosenką promującą album jest „Bóg jest miłością”'.

## Spis utworów
1. „Grzeszysz?”
2. „Bóg jest miłością”
3. „Do E.”
4. „Napromieniowani”
5. „Nie wiesz nic”
6. „Ile jesteś wart”
7. „Przetańczyć całą noc!”
8. „Patison”
9. „Ja nie chcę już nic więcej”
10. „Pocałuj mnie”
11. „Piekło”
12. „Piękny marynarz”
13. „Powiedz, że mnie kochasz”
14. „Cztery piweczka”
15. „Zastrzel mnie”
16. „Zabujałem się”
17. „Perfekcyjna miłość”
18. „Grzeszę”